# Einar Benediktsson
Einar Benediktsson (Elliđavatn, Reykjavík mellett, 1864. október 31. – Herdísarvík, 1940. január 14.) izlandi költő és ügyvéd.

## Élete
Anyja szintén költő, édesapja mint törvényszéki elnök az izlandi függetlenségi mozgalom kiemelkedő alakja. 1892-ben szerzett jogi diplomát Koppenhágában, 1907-ig járásbíró volt. Ezalatt alapította meg az első izlandi napilapot, a Dagskrát, 1896-tól 1898-ig a szerkesztésében is aktívan részt vett, ezzel jelentős mértékben hozzájárult a nemzeti érzület felélesztéséhez. 1902-ben részt vett a Landvarnarflokkurinn politikai mozgalom megalapításában is. Az országban történő külföldi befektetések erőteljes szószólójaként Izland természeti kincseinek hasznosításán fáradozott. Később több európai és amerikai nagyvárosban is élt, itt a tőkés vállalkozásokat szervezett. Élete utolsó tíz évében azonban csődbe jutott, egy izlandi tanyán élt betegen és magányosan. 1934-ben kinevezték címzetes egyetemi tanárrá. Einar Benediktssont Izland nemzeti szent helyén, Þingvellirben temették el. Leszármazottai ma Izlandon, más európai országokban és az Egyesült Államokban élnek, közülük a legnevesebb a korábbi nagykövet és névrokon Einar Benediktsson.

## Munkássága
A függetlenség felé haladó Izland modern, nagy formátumú költője. Eleinte szocialista, később misztikus panteista nézeteket vallott. Ellentmondásos módon míg a születőben lévő kapitalizmus szervezettebb termelési rendjének elkötelezett híve, kitart az izlandi kultúra hagyományos eszményei mellett. Jóhangzású, eredeti metrumban írt versei a mai napig erősen hatnak az izlandi lírára. Költeményein politikai témájú művei és útirajzai ismertek. Magyarul két verse jelent meg 1967-ben a Skandináv költők antológiájában. Egyikük Orbán Ottó, a másik Tellér Gyula fordítása.
Fordításai angol és amerikai költészetet és Henrik Ibsen epikus mesterművének, a Peer Gyntnek, izlandi nyelvű visszaadását tartalmazták.

## Főbb művei
- Sögur og kvæði („Történetek és versek”, 1897)
- Pétur Gautur (fordítás Henrik Ibsen Peer Gynt című művéből, 1901)
- Hafblik („Tengercsillogás”, 1906)
- Hrannir („Hullámok”, 1913)
- Vogar („Habok”, 1921)
- Hvammar („Völgyi rétek”, 1930)